# Antun Branko Šimić
Antun Branko Šimić, hrvaški, pesnik, kritik, esejist in urednik, * 18. november 1898, Drinovci pri Grudi, Bosna in Hercegovina, † 2. maj 1925, Zagreb.
Proti koncu prve svetovne vojne in nekaj let po njej je v hrvaški književnosti ustvarjal mladi pesnik, kritik, esejist in urednik časopisov, Hercegovec po rodu A.B.Šimić.
Šimićev pesniški razvoj je bil hiter in izredno samosvoj. Po nekaj letih iskanj, ko je nanj še vedno vplivala lirika A.G.Matoša, V. Vidrića in V. Nazorja, je pod vplivom nemškega ekspresionizma izgradil svoj pesniški izraz, proti koncu življenja pa se je z razmišljujočo socialno liriko približal realizmu.
Iz obdobja, ko je pesnil v ekspresionistični slogovni naravnanosti, je ustvaril pesem z naslovom Pesniki, ki je leta 1920 izšla v zbirki Preobrazbe. Pesem nam odkriva bistvene poteze Šimićeve lirike.